# パープル・トライアングル
パープル・トライアングル、紫の三角章（むらさきのさんかくしょう）は強制収容所収容者が、等級ごとに自分たちの名を看守に名乗るために身に着けるよう要求された、いくつかの表象のうちの一つでエホバの証人に割り当てられたもの。エホバの証人たちには『社会不適格者』とナチス当局に見做され、女性同性愛者たちと共にブラック・トライアングルを割り当てられていたが、のちに独立して『パープル・トライアングル』の対象者とされた。
"収容所内の証人たちは、何百人かごとに投獄され、囚人服の上に、非ユダヤ教の宗教団体を示す唯一の収容所の表象、パープル・トライアングルを着けた。"